# Brazil's Next Top Model 2
Brazil's Next Top Model 2 é a segunda temporada do reality show de mesmo nome, inspirado no original norte-americano America's Next Top Model, que estreou no canal a cabo Sony, em 4 de Setembro de 2008.
As inscrições para a segunda temporada começaram dia 1º de Abril e terminariam dia 17 de Maio, mas foram prolongadas até dia 30 de Maio pelo site oficial.
A nova temporada também conta com novos jurados. Juntando-se à jornalista Erika Palomino estão o maquiador Duda Molinos e o estilista Dudu Bertholini, no lugar de Alexandre Herchcovitch e Paulo Borges.
Ainda junta-se ao cast o professor de passarela Namie Wihby, com participação especial em 2 episódios da 1ª temporada, que deu aula às meninas 3 vezes por semana, e Carlos Pazzeto como diretor de cena. Houve pela primeira vez uma viagem internacional como na versão original, tendo como destino Buenos Aires, Argentina.
A agência Ford Models participou nessa segunda temporada e teve maior voz na escolha da vencedora, que além de um contrato de quatro anos no valor de R$ 200 mil, levará ainda um carro 0 km e fará um editorial de moda de 6 páginas para a Vogue Brasil.
Nessa segunda temporada existem novos patrocinadores, como Avon, Nivea e Philips.

## Sumário

### Episódio 1
Data: 4 de Setembro de 2008
No primeiro episódio, o público assiste à escolha das 13 finalistas do reality show. A apresentadora Fernanda Motta, e os jurados, Érika Palomino, Duda Molinos e Dudu Bertholini decidem quem segue na competição, após uma entrevista individual com as 20 participantes selecionadas.
Após a eliminação das primeiras 4 meninas, as 16 restantes fizeram uma sessão de fotos para uma campanha contra o câncer de mama, com os seios a mostra. Isabel, logo na primeira fase pensa em desistir, pois se sente insegura perto das demais meninas, porém Fernanda a aconselha a não se deixar intimidar.
A partir de agora, as 13 finalistas passam a morar juntas e a enfrentar também os desafios da convivência e das diferenças.
- Fotógrafo: Rodrigo Marques (photoshoot) e Bruno Candiotto (publicidade)

### Episódio 2
Data: 11 de Setembro de 2008
As meninas receberam dicas do estilista Amir Slama, criador da Rosa Chá, uma das mais importantes marcas brasileiras. O desafio da semana foi passado logo após por Pazetto, que consistia, no prazo de cinco minutos, em montar um look com as roupas das outras candidatas, sem qualquer tipo de comunicação. Flavia Giussani foi criticada por sua escolha. Isabel ganhou o desafio e, como prêmio, recebeu um vestido da marca e um jantar no restaurante Chakras com mais 3 amigas (Alinne, Malana e Maíra).
Na sessão de fotos, o tema dark, caracterizado nos monstros de filmes de terror, onde as candidatas deveriam mostrar três personalidades: sexy, maldosa e assustada. Isabel, mais uma vez, quase desistiu de realizar a sessão de fotos, o que foi apontado como um grande erro na sala de julgamentos. As fotos de Alinne e Dayse foram consideradas as melhores do painel e Flavia Gleichmann foi apontada como a garota que mais evoluiu comparada à foto do casting. No final, Luana foi eliminada por não utilizar sua personalidade em suas fotos.
- Berlinda: Carolline Vieira & Luana Carolinne
- Eliminada: Luana Carolinne
- Fotógrafo: Rodrigo Marques (photoshoot) e Bruno Candiotto (publicidade)
- Convidados: Amir Slama (fashion designer) e Kapel (maquiador de efeitos)

### Episódio 3
Data: 18 de Setembro de 2008
As participantes foram levadas ao salão EV para as transformações. Marianna entra em desespero pela cor de seus cabelos, fato duramente criticado tanto por Pazzeto, quanto pelos jurados. A sessão de fotos foi em duplas, onde uma das meninas encarnaria uma borracheira/mecânica e a outra uma madame/perua. Alinne, Élly e Priscila foram elogiadas pela desenvoltura em frente às câmeras, enquanto Isabel, Carolline e Rebeca não evoluíram.
Na primeira aula de passarelas com Namie Wihby, Flavia Gleichmann e Malana foram criticadas por suas performances, enquanto Rebeca foi avisada sobre fazer bico com a boca. Na sala de julgamentos, Flavia Giussani foi elogiada pela sua atitude e Alinne por manter seu nível nas fotos. Além disso, as duplas (Priscila e Isabel, Malana e Flávia Gleichmann, Flavia Giussani e Maíra, Marianna e Élly, Rebeca e Carolline, e Alinne e Dayse) tiveram que opinar sobre quem eliminariam pela performance no photoshoot. No final, Isabel foi eliminada pela falta de interesse pelo mundo fashion.
- Berlinda:  Rebeca Sampaio & Isabel Correa
- Eliminada: Isabel Correa
- Fotógrafo: Rodrigo Marques (photoshoot) e Bruno Candiotto (publicidade)
- Convidados: Evandro Ângelo (cabeleireiro), Diogo Molinos (maquiador) e Fernanda Cassulo (nutricionista)

### Episódio 4
Data: 25 de Setembro de 2008
Continuam as aulas com Namie Wihby, que ensina diversas formas de desfilar, passando do andrógeno ao ousado. Para provar que aprenderam a lição, Cacá Moraes, maquiador oficial da Avon, e Pazzeto passam o seguinte desafio: divulgar o novo batom Pro-To-Go da Avon na passarela, enquanto carregam três cachorros em uma mão, e o produto na outra.
Marianna e Dayse são elogiadas por suas performances na passarela, mas Priscila leva a melhor: um vale compras no valor de R$ 1500,00 da marca MoB. Dayse reclama dos comentários dos jurados, principalmente de Fernanda Motta, incomodando a maioria das garotas. Já Rebeca entra em conflito quando percebe que não consegue evoluir na competição.
No photoshoot, as meninas participam da arte do artista plástico João Machado e são clicadas trajando alimentos orgânicos, como lulas, orelhas de porco, salmões e carnes cruas. Dayse passa mal, o que fica evidente em sua foto. Pazzeto ainda critica o fato de não conseguir exagero da menina.
Na sala de julgamentos, Malana, Élly, Carolline, Maira e Priscila estão evoluindo gradativamente na opinião dos jurados, enquanto Alinne e Flavia Giussani tiveram um retrocesso: uma por exagerar, outra por perder a confiança. Dayse foi mais uma vez criticada por não receber bem os feedbacks dos jurados. No final, Marianna foi criticada por não conseguir deixar o dogma de menina bonita, porém foi Flavia Giussani quem foi eliminada por não demonstrar atitude em suas fotos.
- Berlinda: Marianna Henud & Flavia Giussani
- Eliminada: Flavia Giussani
- Fotógrafo: Márcia Fasoli (photoshoot) e Bruno Candiotto (publicidade)
- Convidados: Cacá Moraes (maquiador oficial da Avon Cosméticos) e João Machado (artista plástico)

### Episódio 5
Data: 2 de Outubro de 2008
Para aprender a vida regrada de modelo, em plena madrugada, as modelos são convocadas por soldados para o desafio da semana: participar de um treinamento militar, no estilo Tropa de Elite. No quartel, deverão demonstrar, entre aulas de ballet com a coreógrafa Laís Correa, ter disciplina e capacidade de superação.
No desafio final, as meninas deveriam passar por uma sequência de exercícios físicos e após, com três cliques, deveriam tirar uma foto fashion. Alinne sente forte dores musculares devido a ter uma haste intramedular, contraída após um acidente ocorrido há dois anos. Apesar disto, completou a prova com louvor, e, juntamente com Priscila e Carolline, ganhou o desafio. Como prêmio, ganharam uma tarde no spa Kyron.
No outro dia, Namie Wihby continua ensinando a desfilar em diferentes tipos de passarelas e, para relaxarem a musculatura antes do photoshoot, as meninas tiveram uma aula de yoga com Mauro Giuselli.
Após uma mensagem de Pazzeto, as meninas são informadas por Fernanda Motta que ela as dirigirá esta semana e que o photoshoot será bem divertido: serão clicadas como gigantes inspiradas nas famosas Pin-ups dos anos 50 diante de pontos turísticos da cidade de São Paulo.
Malana e Maíra são criticadas pela falta de desenvoltura em frente a câmera por Fernanda, que mesmo mostrando fotos e posições, não observou evolução das mesmas. Élly e Carolline comentam da dificuldade de fotografar estando exaustas devido ao desafio. Já na casa, as meninas recebem a visita de Juliana Jabour, que lhes dá dicas sobre como se apresentar em um casting.
Na sala de julgamentos, Élly, Rebeca e Dayse são elogiadas pela evolução desde o início do programa, que se faz visível na foto. Priscila e Alinne são criticadas por estagnarem e Malana por não entrar no espírito da sessão. Maíra e Flávia Gleichmann são criticadas por situações parecidas: a primeira por não ter expressão; a segunda, por exagerar e deixar a foto estranha.
Apesar disso, Marianna e Carolline foram para a berlinda por estarem na mesma situação: não conseguirem demonstrar atitude, expressão e personalidade nas fotos. Após uma avaliação exclusiva dos últimos photoshoots, Carolline é eliminada.
- Berlinda: Marianna Henud & Carolline Vieira
- Eliminada: Carolline Vieira
- Fotógrafo: Pedro Molinos (photoshoot) e Bruno Candiotto (publicidade)
- Convidados: Primeiro Tenente Fernando Bragança e Tenente Bernardo Rolla (Exercíto Brasileiro), Laís Correa (coreógrafa), Juliana Jabour (estilista) e Mauro Giuselini (professor de yoga)

### Episódio 6
Data: 9 de Outubro de 2008
Em comemoração ao Centário da Imigração Japonesa, a semana foi em homenagem à terra do sol nascente. Após uma Mensagem da Fernanda falando sobre os povos que formaram nosso país, as 9 modelos passam por um workshop sobre cultura e moda japonesa com a estilista Erika Ikezili que serve de inspiração para o desafio da semana: participar de um desfile da própria Erika, usando o gueta, tamanco de madeira japonês, que tem com um salto que fica no meio dos pés e dificulta o equilíbrio.
Após o desafio, Pazzeto dá dicas para Maíra e Flávia Gleichmann, ignorando Rebeca, que também foi duramente criticada e se sente excluida pelo mesmo. Dayse e Élly, vencedoras do desafio, ganharam um jantar com mais duas amigas (Maíra e Malana) no restaurante japonês Shintori.
Dayse, com seu temperamento explosivo, gera irritação das meninas, principalmente em Alinne e Marianna. O seu comportamento é comentado ainda por Namie, que mais uma vez refere-se a menina como arrogante. No photoshoot, as meninas terão que ser super-heroínas dos mangás japoneses, idealizado pelo stylist Alex Cassimiro, suspensas à 10 metros de altura por fios, o que causa bastante desconforto.
A grande maioria consegue desenvolver boas fotos, principalmente Maíra, que finalmente consegue exagerar nas expressões faciais, e Marianna, que desenvolver o linguagem corporal. Élly passa mal e desmaia por ter medo de altura, o que fica evidente em sua foto.
Na sala de julgamentos, Rebeca é elogiada por finalmente conseguir tirar uma foto sem fazer "bico", Maíra por mostrar expressões faciais e Malana pela suavidade. Dayse recebeu como principal crítica a falta de repertório fashion nas fotos e Priscila e Alinne por estarem perdendo seu potencial e desaparecendo na competição. Élly é mais uma vez lembrada como ótima modelo high fashion, mas ruim como comercial, principalmente por não ter uma beleza marcante.
No final, Fernanda elimina Flávia Gleichmann por falta de feminismo e suavidade em suas fotos.
- Berlinda: Priscila Mallmann & Flávia Gleichmann
- Eliminada: Flávia Gleichmann
- Fotógrafo: Pedro Molinos (photoshoot) e Bruno Candiotto (publicidade)
- Convidados: Erika Ikezili (estilista), Milica Zerlotti (técnica em efeitos aéreos) e Alex Cassimiro (stylist)

### Episódio 7
Data: 16 de Outubro de 2008
As meninas passam por um workshop com Fernando Torquatto, que lhes ensina diversos tipos de pose e expressões faciais. No final, as meninas recebem uma mensagem de Érika Palomino as convidando para uma visita à "House of Palomino". Lá, as meninas colocam o que aprenderam em prática tirando três fotos, demonstrando um sentimento. Alinne leva a melhor e como prêmio, ganha roupas da Colcci e uma entrevista para o site da "House of Palomino". No intervalo entre o desafio, Maíra se irrita por Dayse passar todo o tempo reclamando e justificando seus erros.
À noite, Fernanda aparece na casa para jantar e conta para as meninas sobre sua carreira, além de dar dicas especiais para cada uma.
No photoshoot, as meninas são vestidas pelo stylist Fabrício Maia e deverão posar com a atriz e modelo Bia Schmidt com o tema de contraste de idades e terão o desafio de, além de interagir com alguém fora do mundo fashion, deverão sobressair-se mais que alguém do mundo das artes. No dia seguinte, Namie ensina técnicas de velocidade em passarela e avisa que as meninas deveriam tirar três fotos com uma câmera digital e apresentar no júri.
Na sala de julgamentos, o júri (com a ausência de Érika) diz que as melhores fotos do mini-desafio são de Rebeca, Priscila e Dayse. As três conseguiram demonstrar mais expressividade. Nas fotos do photoshoot, Élly foi criticada pela falta de concentração e interação com Bia. Já Malana, Alinne e Dayse, além de encarnarem a personagem, estavam concentradas e dispostas. Priscila consegue recuperar o brilho das sessões anteriores e apresenta a melhor foto do grupo, enquanto Maíra continua progredindo, mas sofre pela falta de confiança. Rebeca é criticada por não conseguir transmitir o briefing que foi pedido e Malana elogiada pela evolução visível. Élly e Rebeca vão para a berlinda pela falta de concentração na hora de fotografar, mas no final, Rebeca é eliminada por não ser tão completa quanto Élly.
- Berlinda: Élly Rosa & Rebeca Sampaio
- Eliminada: Rebeca Sampaio
- Fotógrafo: Pedro Molinos (photoshoot) e Bruno Candiotto (publicidade)
- Convidados: Fernando Torquatto (maquiador e fotógrafo), Bia Schmidt (modelo e atriz), Fabrício Maia (stylist), Sérgio Amaral (jornalista da Revista Key), Marcelo Ferrari (colunista da Revista Key) e André do Val (editor de moda da House of Palomino)

### Episódio 8
Data: 23 de Outubro de 2008
As modelos visitam a Osklen e conhecem as criações do estilista Oskar Metsavaht, que explica todo o processo de criação da marca e das peças da temporada de verão 2008/2009. Como desafio, deveriam, usando as peças, simular um casting para um desfile da grife. Malana e Élly foram elogiadas pela escolha das roupas e pela atitude, enquanto Alinne foi apontada a de pior desempenho, pelo exagero.
À noite, as meninas acompanham o ensaio de Fernanda Motta para a campanha nacional da Cori, grife do jurado Dudu Bertholini. Marianna critica as outras candidatas por desperdício nas compras da semana. Ela comenta também sobre os diversos feedbacks negativos que recebe dos jurados, que não notam sua evolução na competição. As demais concorrentes concordam com os jurados, afirmando que Marianna não contém o mesmo conjunto versátil das demais.
Para demonstrar a evolução da moda no século XX, as meninas fotografam a História da Moda.
| Participante | Década  | Estilo                |
| ------------ | ------- | --------------------- |
| Élly         | Anos 20 | Josephine Baker       |
| Marianna     | Anos 30 | Rita Hayworth         |
| Priscila     | Anos 40 | Filme Noir            |
| Alinne       | Anos 50 | American Way of Life  |
| Maíra        | Anos 60 | Twiggy                |
| Dayse        | Anos 70 | Movimento Black Power |
| Malana       | Anos 80 | Grace Jones           |

Na sala de julgamentos, os jurados elogiaram a evolução de todas as meninas, que em diversas fotos do ensaio demonstraram o quanto estão mais maduras. Élly e Priscila foram apontadas como as melhores da noite, com fotos que demonstraram o lado "sexy chic", sensível e glamoroso; Maíra foi apontada por ser a única que conseguiu dar toques contemporâneos na foto de época;  Marianna por permanecer demonstrando, apesar de lentamente, alguma evolução; Alinne mais uma vez não conseguiu trazer o bom desempenho das primeiras semanas; Malana foi criticada por estar agindo como se estivesse já vitoriosa, apesar da foto mais fraca da bancada; e Dayse por mais uma vez retroceder à falta de repertório fashion e não trazer características do mundo fashion à foto.
Priscila foi alertada pelos jurados pela magreza, já apontada pelas meninas por estar tendo atitudes de anorexia. Nos bastidores, ela cobrou das meninas por terem feito "fofoca". Todas confirmaram ter falado inúmeras vezes para ela frente às câmeras, que colocou ter um quadril muito superior ao das demais e se sentir gorda. Marianna lembra que Ana Paula Bertola (do Ciclo 1) também tinha as mesmas medidas e ficou em segundo lugar. De volta à sala de julgamentos, Malana foi à berlinda por não demonstrar humildade, porém Alinne, apesar de ter chegado a competição como uma modelo completa, não conseguiu manter o bom desempenho e evoluir, culminando em sua eliminação.
- Berlinda: Alinne Giacomini & Malana de Freitas
- Eliminada: Alinne Giacomini
- Fotógrafo: Pedro Molinos
- Convidados: Oskar Metsavaht (estilista) e Lavoisier (maquiador)

### Episódio 9
Data: 30 de Outubro de 2008
A semana é sobre entrar no personagem. Para ajudar na difícil tarefa de interpretar, Laís Correa, ensina técnicas de atuação e desinibição para as participantes, que simulam discussões. Em seguida, o desafio fica ainda mais complicado, quando Pazetto convoca as garotas para gravarem um comercial para o projeto Iniciativa SER, uma campanha de combate ao câncer. Contudo, elas deveriam gravar versões em português e espanhol do vídeo. Para incentivar a missão as participantes ganharam um recado muito especial de Carolina Herrera, inspiradora do projeto.
Malana fica nervosa por não saber nada de espanhol e quase desiste do desafio. Priscila leva a melhor, e, como prêmio, grava um comercial da campanha com Fernanda Motta veiculado no Sony Entertainment Television para toda a América Latina e ainda um jantar no restaurante São Lourenço. Na sessão de fotos da semana, as participantes fotografam ao lado de modelos da Ford Models, entre elas, Mariana Richardt, 4ª colocada (third-runner up) na temporada anterior. O tema do ensaio é sobre os diversos lados da feminilidade: as modelos, vestidas como homens, teriam que fotografar o lado sexy e feminino, em no máximo 15 minutos.
Na sala de julgamentos, Fernanda coloca a prova os ensinamentos da semana: cada menina deveria interpretar uma palavra dada pelos jurados.
| Participante | Interpretação  |
| ------------ | -------------- |
| Maíra        | Chamar Atenção |
| Priscila     | Timidez        |
| Marianna     | Medo           |
| Dayse        | Surpresa       |
| Élly         | Perigo         |
| Malana       | Apresentação   |

Nas avaliações individuais, Maíra foi elogiada por conseguir se soltar e estar mais confiante; Élly, apesar de não ter uma boa foto, demonstra uma entrega cada vez maior nos ensaios; Priscila se superou e mais uma vez comprova sua versatilidade; Malana foi elogiada por voltar a demonstrar humildade e sensibilidade como pessoa; Dayse mais uma vez não consegue demonstrar expressividade e seu lado fashion, porém foi Marianna a eliminada da semana, por não conseguir se livrar do estigma da "menina bonita".
- Berlinda: Dayse Lima & Marianna Henud
- Eliminada: Marianna Henud
- Fotógrafo: Rodrigo Marques
- Convidados: Laís Correa (coreógrafa), Carolina Herrera (estilista) e Mariana Richardt (modelo da 1ª temporada)

### Episódio 10
Data: 6 de Novembro de 2008
As candidatas são surpreendidas com uma viagem a um resort ecológico no interior de São Paulo, o Paraíso Ecolodge, e aprendem sobre moda ecológica, um novo nicho do mundo fashion. No desafio da semana, deveriam customizar uma camiseta e ainda desfilar o modelito na passarela, sendo que tanto o conceito da criação quanto a apresentação valeriam pontos. Apesar da criatividade de Dayse na apresentação, Élly sai vitoriosa e ganha como prêmio um colar de ouro e um passeio pela reserva. Já no photoshoot, o tema foi o lado mais fashion do lixo, onde deveriam encarnar monstros da poluição através das criações de Márcio Bandi, stylist de Fernanda Motta.
De volta a São Paulo, as meninas enfrentam os jurados. Élly foi elogiada pela foto que, apesar de estranha, foi a única que figurou o tema corretamente; Priscila teve um ensaio fraco e retrocedeu em todos os sentidos; Maíra, apesar de uma foto fraca, foi notável por sua evolução e quebras de seus paradigmas; Malana foi criticada por estar tensa no ensaio e não posar e Dayse por parecer mecânica em suas fotos e pelas atitudes ruins demonstradas na casa.
No final, Priscila e Dayse se enfrentam no bottom two. Apesar de ser fotogênica e ter evoluído durante o programa, Fernanda elimina Dayse por não ser tão completa como as demais e ainda surpreende as meninas com a notícia de que elas estariam partindo para Buenos Aires, Argentina, para participar da Semana da Moda Argentina.
- Berlinda: Dayse Lima & Priscila Mallmann
- Eliminada: Dayse Lima
- Fotógrafo: Rodrigo Marques
- Convidados: Márcio Banfi (stylist), Ana Cândida (criadora do projeto Ecotece) e Manoel Lizo Filho (criador do resort ecológico Paraíso Ecológico)

### Episódio 11
Data: 13 de Novembro de 2008
As meninas viajam para Buenos Aires, Argentina e, na companhia de Pazetto, têm a oportunidade de conhecer a Semana de Moda de Buenos Aires, com acesso aos bastidores. Ainda conversam com grandes nomes da moda portenha, como Fernanda Bruchiele e Laurencio Adot, além de simularem um casting com Gabriela Vidal, da agência La Biena Models. O desafio da semana foi na casa de shows mais famosa da capital argentina, Esquina de Carlos Gardel, onde tiveram 30 minutos para aprender a dançar tango e fazer um número com dançarinos profissionais, mostrando paixão. A vencedora, Priscila, levou como prêmio três looks da marca argentina Tramando.
Após falarem sobre o que aprenderam umas com as outras, as meninas devem mostrar tudo que sabem em um photoshoot sem um tema proposto e com a inspiração de mulheres da década de 40, fotografam com a coleção de um dos estilistas mais badalados da Argentina, Pablo Ramires, onde devem improvisar e usar de tudo que aprenderam durante o programa.
De volta ao Brasil, as meninas demonstram para os jurados as criticas que observaram das modelos argentinas, principalmente nos desfiles. Após falarem sobre o quanto desejam ir para o Top 3, os juízes criticam suas fotos: Élly demonstra expressão corporal, elegância e um controle absoluto, apresentando seu melhor trabalho; Malana traz de volta sua leveza nas fotos, mas não diversifica as poses e nem suas roupagens; Maíra demonstrou um ângulo de rosto ruim, um conjunto harmonioso, mas fraco, e ainda não encontrou a ousadia e a convicção de ser modelo; e Priscila, apesar do rosto brilhante e poses fortes e maduras, não conseguiu trabalhar seu corpo e suas curvas e, por ter estagnado, foi a eliminada da semana.
- Berlinda: Maíra Vieira & Priscila Mallmann
- Eliminada: Priscila Mallmann
- Fotógrafo: Pedro Molinos
- Convidados: Pablo Ramires (estilista), Fernanda Bruchiele (criadora da Buenos Aires Fashion Week), Gabriela Vidal (Booker da La Biena Models), Juan Carlos Copes (professor de tango), Laurencio Adot (estilista) e Namie Wihby (professor de passarela)

### Episódio 12
Data: 20 de Novembro de 2008
Apesar de estarem em choque pela eliminação de Priscila, as três garotas se preparam para um desafio onde serão testadas em tudo que foram ensinadas: em primeiro lugar, o desafio de vídeo, onde gravam uma vinheta do canal Sony para a propaganda do próximo ciclo do programa; em seguida, no desafio fotográfico, deveriam simular uma capa para a Vogue Brasil sobre o olhar atento do editor de moda da revista, Giovani Frasson; e por último, passariam pelo booker Marco Aurélio Key, diretor da Ford Models.
Após recarregarem as energias conversando com suas famílias e contando sobre sua vida, as meninas enfrentam os jurados. Maíra é extremamente profissional no comercial e sua evolução é a mais visível, com o maior repertório de poses; Élly, nas passarelas de Marco Aurélio, é a mais completa das participantes, conseguindo ser leve e moderna; mas Malana, que ao longo da competição conseguiu trazer seu brilho no olhar, ser mais sofisticada e misteriosa, se tornando uma modelo de high fashion, deixou seu nervosismo atrapalhar no comercial e é eliminada.
Na grande final, as garotas vão ao salão do SENAC participar, junto com todas as outras participantes do top 13 e Fernanda Motta, do desfile da Neon, grife do jurado Dudu Bertholini, onde o tema é uma retrospectiva da marca ao longo do ano de 2008 e do próprio programa. Após, os jurados mais uma vez se reúnem e as meninas são avaliadas foto por foto desde o início da competição. Apesar de Élly ser mais completa, conseguir eliminar seu problema de ângulo de câmera e estar pronta para o mercado, é Maíra, por sua caminhada ao longo da competição, sua personalidade e trazer um brilho maior pelo mundo fashion que, após muita emoção, é escolhida como vencedora.
- Berlinda: Élly Rosa e Malana
- Eliminada: Malana
- Finalistas: Élly Rosa e Maíra Vieira
- Brazil's Next Top Model: Maíra Vieira
- Fotógrafo: Daniel Klajmick
- Convidados: Modelos do Ciclo 2, Giovani Frasson (editor de moda da revista Vogue), Marco Aurélio Rey (diretor da Ford Models Brasil), Marcelo Gomes (maquiador), Rita Campeonato (estilista da Neon)

### Episódio 13
Data: 27 de Novembro de 2008
No episódio especial de encerramento do ciclo, cenas da competição são mostradas, como as brigas envolvendo Dayse Lima, a emoção de cada eliminada e ainda o dia-a-dia na casa mais fashion do país.

## Participantes
| Nome                        | Idade | Altura | Origem                             | Eliminada           |
| --------------------------- | ----- | ------ | ---------------------------------- | ------------------- |
| Maíra Vieira                | 20    | 1,76 m | Belo Horizonte, Minas Gerais       | Vencedora           |
| Élly Rosa                   | 19    | 1,79 m | Cuiabá, Mato Grosso                | Episódio 12         |
| Vanessa 'Malana' de Freitas | 20    | 1,77 m | São Paulo, São Paulo               | Episódio 12         |
| Priscila Mallmann           | 18    | 1,76 m | Cruzeiro do Sul, Rio Grande do Sul | Episódio 11         |
| Dayse Lima                  | 20    | 1,77 m | Brasília, Distrito Federal         | Episódio 10         |
| Marianna Henud              | 18    | 1,73 m | Rio de Janeiro, Rio de Janeiro     | Episódio 9          |
| Alinne Giacomini            | 24    | 1,77 m | São Paulo, São Paulo               | Episódio 8          |
| Rebeca Sampaio              | 21    | 1,72 m | Brejo Santo, Ceará                 | Episódio 7          |
| Flavia Gleichmann           | 22    | 1,82 m | São Paulo, São Paulo               | Episódio 6          |
| Carolline Vieira            | 18    | 1,73 m | Belém, Pará                        | Episódio 5          |
| Flávia Giussani             | 19    | 1,82 m | Brasília, Distrito Federal         | Episódio 4          |
| Isabel Correa               | 18    | 1,73 m | Belford Roxo, Rio de Janeiro       | Episódio 3          |
| Luana Caroline              | 22    | 1,74 m | Rio de Janeiro, Rio de Janeiro     | Episódio 2          |
| Andréia Pádua               | 23    | 1,80 m | Curitiba, Paraná                   | Episódio 1, parte 2 |
| Estêfani Ruaro              | 22    | 1,76 m | Canoas, Rio Grande do Sul          | Episódio 1, parte 2 |
| Tatiana Santos              | 27    | 1,79 m | Rio de Janeiro, Rio de Janeiro     | Episódio 1, parte 2 |
| Karina Albernaz             | 18    | 1,74 m | Rio de Janeiro, Rio de Janeiro     | Episódio 1, parte 1 |
| Raphaela Caterine           | 23    | 1,75 m | São Paulo, São Paulo               | Episódio 1, parte 1 |
| Sandra Maia                 | 22    | 1,77 m | Belo Horizonte, Minas Gerais       | Episódio 1, parte 1 |
| Vanessa Peixoto             | 19    | 1,78 m | Porto Alegre, Rio Grande do Sul    | Episódio 1, parte 1 |

## Resumos

### Ordem de Chamada
| Ordem | Episódios   | Episódios   | Episódios   | Episódios   | Episódios   | Episódios   | Episódios | Episódios | Episódios | Episódios | Episódios | Episódios | Episódios |  |
| Ordem | 1           | 2           | 3           | 4           | 5           | 6           | 7         | 8         | 9         | 10        | 11        | 12        | 12        |  |
| ----- | ----------- | ----------- | ----------- | ----------- | ----------- | ----------- | --------- | --------- | --------- | --------- | --------- | --------- | --------- |  |
| 1     | Maíra       | Alinne      | Flavia Giu. | Malana      | Dayse       | Maíra       | Priscila  | Élly      | Priscila  | Élly      | Élly      | Maíra     | Maíra     |  |
| 2     | Priscila    | Élly        | Alinne      | Élly        | Rebeca      | Malana      | Marianna  | Priscila  | Maíra     | Maíra     | Malana    | Élly      | Élly      |  |
| 3     | Élly        | Dayse       | Priscila    | Priscila    | Flávia Gle. | Marianna    | Dayse     | Maíra     | Malana    | Malana    | Maíra     | Malana    |           |  |
| 4     | Malana      | Flávia Gle. | Flávia Gle. | Carolline   | Alinne      | Alinne      | Malana    | Marianna  | Élly      | Priscila  | Priscila  |           |           |  |
| 5     | Dayse       | Marianna    | Carolline   | Maíra       | Élly        | Rebeca      | Alinne    | Dayse     | Dayse     | Dayse     |           |           |           |  |
| 6     | Isabel      | Priscila    | Élly        | Rebeca      | Malana      | Élly        | Maíra     | Malana    | Marianna  |           |           |           |           |  |
| 7     | Rebeca      | Malana      | Maíra       | Flávia Gle. | Priscila    | Dayse       | Élly      | Alinne    |           |           |           |           |           |  |
| 8     | Alinne      | Flavia Giu. | Malana      | Alinne      | Maíra       | Priscila    | Rebeca    |           |           |           |           |           |           |  |
| 9     | Luana       | Maíra       | Marianna    | Dayse       | Marianna    | Flávia Gle. |           |           |           |           |           |           |           |  |
| 10    | Marianna    | Isabel      | Dayse       | Marianna    | Carolline   |             |           |           |           |           |           |           |           |  |
| 11    | Carolline   | Rebeca      | Rebeca      | Flavia Giu. |             |             |           |           |           |           |           |           |           |  |
| 12    | Flavia Giu. | Carolline   | Isabel      |             |             |             |           |           |           |           |           |           |           |  |
| 13    | Flávia Gle. | Luana       |             |             |             |             |           |           |           |           |           |           |           |  |

     A participante foi eliminada
     A participante venceu a competição
- No Episódio 1, o grupo de 20 garotas foi reduzido para 13, que passaram para a competição principal. Entretanto, a ordem de chamada não reflete suas performances naquela semana.
- O Episódio 13 foi a recapitulação da temporada.

### Ensaios fotográficos
- Ensaio Episódio 1: Iniciativa Ser
- Ensaio Episódio 2: Filmes de Terror
- Ensaio Episódio 3: Borracheira Rústica X Madame Chique
- Ensaio Episódio 4: Roupas Orgânicas
- Ensaio Episódio 5: Pin-Ups Gigantes
- Ensaio Episódio 6: Super Heroínas do Mangá
- Ensaio Episódio 7: Conflito entre Gerações
- Ensaio Episódio 8: História da Moda
- Ensaio Episódio 9: Androgenia
- Ensaio Episódio 10: Vilãs da Natureza
- Ensaio Episódio 11: Glamour Cinematográfico na Década de 40
- Ensaio Episódio 12: Capa da Revista Vogue

### Jurados
- Fernanda Motta
- Erika Palomino
- Dudu Bertholini
- Duda Molinos